# Liste des députés de la préfecture de Yamanashi
Cette page liste les membres de la Chambre des représentants du Japon élus dans les circonscriptions de la préfecture de Yamanashi.

## 41elégislature(1996-2000)
Au cours de la 41e législature, les députés de la préfecture de Yamanashi furent les suivants :
| Circonscription | Député | Député               | Parti politique |
| --------------- | ------ | -------------------- | --------------- |
| 1re             |        | Eiichi Nakao (ja)    | PLD             |
| 2e              |        | Mitsuo Horiuchi (ja) | PLD             |
| 3e              |        | Shōmei Yokouchi (ja) | PLD             |

## 42elégislature(2000-2003)
Au cours de la 42e législature, les députés de la préfecture de Yamanashi furent les suivants :
| Circonscription | Député | Député               | Parti politique | Mandat    |
| --------------- | ------ | -------------------- | --------------- | --------- |
| 1re             |        | Sakihito Ozawa       | PDJ             |           |
| 2e              |        | Mitsuo Horiuchi (ja) | PLD             |           |
| 3e              |        | Shōmei Yokouchi (ja) | PLD             | 2000-2003 |
| 3e              |        | Takeshi Hosaka (ja)  | SE              | 2003      |

## 43elégislature(2003-2005)
Au cours de la 43e législature, les députés de la préfecture de Yamanashi furent les suivants :
| Circonscription | Député | Député               | Parti politique |
| --------------- | ------ | -------------------- | --------------- |
| 1re             |        | Sakihito Ozawa       | PDJ             |
| 2e              |        | Mitsuo Horiuchi (ja) | PLD             |
| 3e              |        | Takeshi Hosaka (ja)  | PLD             |

## 44elégislature(2005-2009)
Au cours de la 44e législature, les députés de la préfecture de Yamanashi furent les suivants :
| Circonscription | Député | Député               | Parti politique |
| --------------- | ------ | -------------------- | --------------- |
| 1re             |        | Sakihito Ozawa       | PDJ             |
| 2e              |        | Mitsuo Horiuchi (ja) | SE              |
| 3e              |        | Takeshi Hosaka (ja)  | SE              |

## 45elégislature(2009-2012)
Au cours de la 45e législature, les députés de la préfecture de Yamanashi furent les suivants :
| Circonscription | Député | Député                  | Parti politique |
| --------------- | ------ | ----------------------- | --------------- |
| 1re             |        | Sakihito Ozawa          | PDJ             |
| 2e              |        | Takehiro Sakaguchi (ja) | PDJ             |
| 3e              |        | Hitoshi Gotō            | PDJ             |

## 46elégislature(2012-2014)
Au cours de la 46e législature, les députés de la préfecture de Yamanashi furent les suivants :
| Circonscription | Député | Député               | Parti politique |
| --------------- | ------ | -------------------- | --------------- |
| 1re             |        | Noriko Miyagawa      | PLD             |
| 2e              |        | Kōtarō Nagasaki (ja) | SE              |
| 3e              |        | Hitoshi Gotō         | PDJ             |

## 47elégislature(2014-2017)
Au cours de la 47e législature, les députés de la préfecture de Yamanashi furent les suivants :
| Circonscription | Député | Député                  | Parti politique |
| --------------- | ------ | ----------------------- | --------------- |
| 1re             |        | Katsuhito Nakajima (ja) | PDJ             |
| 2e              |        | Kōtarō Nagasaki (ja)    | SE              |

## 48elégislature(2017-2021)
Au cours de la 48e législature, les députés de la préfecture de Yamanashi furent les suivants :
| Circonscription | Député | Député                  | Parti politique |
| --------------- | ------ | ----------------------- | --------------- |
| 1re             |        | Katsuhito Nakajima (ja) | SE              |
| 2e              |        | Noriko Horiuchi         | PLD             |

## 49elégislature(2021-2024)
Au cours de la 49e législature, les députés de la préfecture de Yamanashi furent les suivants :
| Circonscription | Député | Député                  | Parti politique |
| --------------- | ------ | ----------------------- | --------------- |
| 1re             |        | Shin'ichi Nakatani (ja) | PLD             |
| 2e              |        | Noriko Horiuchi         | PLD             |

## 50elégislature(depuis 2024)
Au cours de la 50e législature, les députés de la préfecture de Yamanashi sont les suivants :
| Circonscription | Député | Député                  | Parti politique |
| --------------- | ------ | ----------------------- | --------------- |
| 1re             |        | Katsuhito Nakajima (ja) | PDC             |
| 2e              |        | Noriko Horiuchi         | PLD             |